# 1817年逝世人物列表
1817年逝世人物列表：1月 - 2月 - 3月 - 4月 - 5月 - 6月 - 7月 - 8月 - 9月 - 10月 - 11月 - 12月
下面是1817年逝世的知名人士列表。

## 1月

### 1日
- 馬丁·克拉普羅特，普魯士王國化學家

### 3日
- 威廉·克利斯蒂安·馮·德姆·布舍，德國地主和 Amtshauptmann

### 4日
- 戈特洛布·卡爾·路德維希·馮·科爾文-維爾斯比茨基，普魯士少將兼第6驃騎兵團指揮官

### 6日
- 約翰·海因里希·艾勒，德國騎術教練

### 7日
- 安東·馮·布赫，德國神學家、作家、諷刺作家和學校改革家

### 10日
- 洛倫佐·卡勒皮，羅馬教會的義大利紅衣主教

### 11日
- 蒂莫西·德懷特四世，美國教育家、神學家
- 瑪格麗塔·達爾梅特，威尼斯人 dogaressa

### 12日
- 胡安·安德列斯，西班牙耶穌會士

### 14日
- 皮埃爾-亞歷山大·蒙西尼，法國歌劇作曲家

### 16日
- 亚历山大·J·达拉斯，美國政治家
- 約翰·伯恩哈德·克裡斯托夫·艾希曼，德國法學家

### 21日
- 弗朗茨·阿爾特穆特，奧地利畫家
- 約瑟夫·克利斯蒂安·弗朗茨·祖·霍恩洛厄-瓦爾登堡-巴滕施泰因，佈雷斯勞親王主教
- 弗雷德里克·約瑟夫·莫申斯基，波蘭貴族和科學家

### 25日
- 約瑟夫·布里吉多·馮·佈雷索維茨，盧布爾雅那總督、蒂米什瓦拉巴納特總統、加利西亞總督

### 26日
- 約翰·維克多·馮·歐內斯特，普魯士少將，最後是威斯特伐利亞燧發槍旅的準將

### 28日
- 蜜雪兒-法蘭索瓦·卡爾梅萊，法國工程師
- 弗里德里希·路德維希·埃米利烏斯·昆岑，德國作曲家和指揮家
- 埃萊奧諾爾·弗朗索瓦·埃利·穆斯蒂埃，穆斯蒂埃侯爵，法國外交官

### 29日
- 亞伯拉罕·富爾塔多，法國政治家
- 約翰·亞當·格羅斯三世，德國建築師和建築大師
- 亨利十三世，格賴茨的羅伊斯王子
- 戈特洛布·弗裡德里希·恩斯特·舍恩伯恩，德國外交官
- 喬治·斯賓塞，第四代瑪律堡公爵，英國貴族和政治家
- 弗朗西斯·特裡斯內克，奧地利天文學家和大地測量學家

## 2月

### 3日
- 約翰·內波穆克·馮·阿普法爾特恩，為哈布斯堡王朝服務的軍人

### 5日
- 卡爾·保羅·馮·科斯達諾維奇，克羅埃西亞貴族和哈布斯堡王朝將軍，瑪麗亞·特蕾莎軍事勳章指揮官十字勳章的持有者

### 8日
- 法蘭西斯·霍納，蘇格蘭政治家、經濟學家
- 路德維希·費迪南德·馮·迪赫恩，選舉撒克遜少將

### 9日
- 弗朗茨·恩斯特·克裡斯托夫·勒卡特，德國音樂出版商、藝術和音樂轉銷商
- 弗朗茨·陶施（Franz Tausch），德國單簧管演奏家和作曲家
- 弗朗茨·托馬，德國管風琴製造商

### 10日
- 卡爾·西奧多·馮·達爾伯格，美因茨大主教，王子-靈長類動物，康斯坦茨主教
- 撒母耳·梅雷迪思，美國政治家

### 11日
- 克利斯蒂安·路德維希·阿爾佈雷希特·帕傑，德國公務員和公關人員，創造了漢諾威通訊錄的先驅
- 喬治·弗里德里希·沙芬斯坦，符騰堡州官員

### 13日
- 瑪麗-安妮·德·梅利-魯賓普雷，法國貴族和皇室情婦

### 14日
- 約翰·亞伯克龍比，英國將軍

### 23日
- 巴茲利·博赫達諾維奇，波蘭作曲家
- 吉安·梅尼科·塞蒂，瑞士翻譯

### 25日
- 戈特利布·胡弗蘭，德國法學家

### 26日
- 喬治·弗里德里希·薩爾費爾特，德波羅的海律師和副州長

### 28日
- 彼得羅·卡洛·古列爾米，義大利作曲家

## 3月

### 1日
- 路德維希·威廉·布呂格曼，德國新教神職人員、作家和地理學家
- 路易吉·加蒂，作曲家

### 2日
- 賈科莫·誇倫吉，義大利-俄羅斯建築師

### 4日
- 約瑟夫·霍珀·尼科爾森，美國律師和政治家

### 5日
- 安東·薩爾，法國裔德國神學家和羅曼學者

### 6日
- 約翰·弗里德里希·威廉·馮·舍勒，普魯士少將

### 8日
- 皮埃爾-吉爾斯·尚萊爾，法國律師、統計先驅和製圖師
- 安娜·瑪麗亞·倫葛籣，瑞典作家

### 10日
- 馬特烏斯·海爾曼，德國鋼琴和管風琴製造商
- 克萊門斯·瓦爾德堡-澤爾-盧斯特瑙-霍恩內姆斯，德國貴族，瓦爾德堡-蔡爾-霍恩內姆斯系列的創始人

### 11日
- 阿蘭卡的喬治，匈牙利作家和律師

### 14日
- 約瑟夫·瑪麗亞·魏塞格·馮·魏斯內克，奧地利作家、歷史學家、律師、哲學家和翻譯家

### 16日
- 海因里希·馬蒂亞斯·馬卡德，德國宮廷和私人醫生、預算委員和作家

### 18日
- 約翰·雅各·瓦爾德，瑞士政治家、律師和作曲家

### 25日
- 約翰·撒母耳·福克斯，新教督導和教師
- 約瑟夫·薩達烏斯·馮·蘇梅勞，德國法學家

### 26日
- 約翰·文森茨·卡默勒，德國律師、喜劇作家和公關人員
- 卡斯帕·弗里德里希·洛修斯，德國神職人員、教育家和作家

### 29日
- 來自Schönborn-Wiesentheid的Hugo Damian Erwein，德國君主和樞密院議員

### 31日
- 約翰內斯·舒巴克，德國商人

## 4月

### 1日
- 路德維希·馮·弗呂，瑞士軍官，保衛巴士底獄的瑞士衛隊指揮官，因此也被稱為路德維希·馮·弗呂·勒·巴士底獄

### 2日
- 烏爾班·吉列，法國特拉普主義者，北美修道院的前任和創始人
- 約翰·海因里希·榮格，德國眼科醫生、經濟學家和作家

### 3日
- 約翰·洛倫茨·本茨勒，德國圖書館員和作家
- 夏洛特·馮·赫澤爾，德國作家、編輯和記者
- 弗里德里希·路德維希·瓦赫特，德國數學家

### 4日
- 安德烈·马塞纳，法國元帥
- 羅伯特·貝基，蘇格蘭政治家，下議院議員

### 5日
- 撒母耳·克利斯蒂安·帕普，德國作家、詩人和新教神學家

### 6日
- 博納文圖拉·弗拉內托，義大利作曲家
- 約瑟夫·安東·索特，德國佳能律師

### 7日
- 海因里希·弗裡德里希·馮·迪茲，普魯士公務員和私人學者
- 約瑟夫·里特·馮·佩茨爾，德國礦物學家、神職人員和博物學家

### 8日
- 卡爾·弗里德里希·赫爾曼·馮·貝倫，普魯士少將

### 11日
- 馬克西姆斯·馮·伊姆霍夫，德國博物學家
- 克利斯蒂安·馮·梅歇爾，瑞士雕刻師

### 12日
- 夏尔·梅西耶，法國天文學家

### 14日
- 卡斯帕·弗里德里希·馮·倫策爾，普魯士少將兼明登要塞指揮官
- 約瑟夫·卡爾霍恩，美國政治家
- 路易士·讓·奧迪埃，法國-普羅旺斯醫生

### 16日
- 朱塞佩·阿韋洛尼（Giuseppe Avelloni），義大利詩人

### 18日
- 以法蓮·沃爾夫岡·格拉斯瓦爾德，德國建築師

### 20日
- 安東尼奧·帕斯卡·德·波旁，西班牙國王卡洛斯三世的第五子。

### 22日
- 威廉·馬格努斯·馮·布倫內克，普魯士軍官，最後一位陸軍元帥和地主
- Benoît-Joseph Marsollier des Vivetières	法國作家和劇作家

### 24日
- 湯瑪斯·格羅夫納，美國律師和政治家

### 25日
- 賽勒斯·金，美國政治家
- 約瑟夫·馮·索南費爾斯，奧地利作家

### 27日
- 喬治·恩斯特·瓦爾道（Georg Ernst Waldau），德國新教神學家和教會歷史學家

### 29日
- 克利斯蒂安·奧古斯特·格特布呂克，哥達檔案委員會和政府委員會

### 30日
- 羅莫阿爾多·布拉斯基-奧內斯蒂，義大利紅衣主教
- 西爾維烏斯·馮·波瑟，普魯士中校和聯隊副官

## 5月

### 2日
- 安德列亞斯·赫萊因，畫家
- 溫澤爾·克倫普霍爾茨，波西米亞音樂家
- 菲力浦·雅各·彼德里特，德國醫生

### 3日
- 馬里亞諾·德·烏爾基霍·穆加，啟蒙運動的西班牙代表，政治家和首相

### 5日
- 約翰·海因里希·利普斯，瑞士雕刻師

### 6日
- 莉莉·舍內曼（Lili Schönemann），歌德的未婚妻

### 10日
- 喬治·哈斯（Georg Haas），德國雕刻師

### 11日
- 維克多·威廉·彼得·海德洛夫，德國畫家
- 讓-西弗萊因·莫里，紅衣主教

### 15日
- 小喬瑟姆·波斯特（Jotham Post Jr.），美國政治家
- 湯瑪斯·辛尼克森，美國政治家

### 18日
- 弗裡德里希·威廉·艾哈德·馮·諾布洛赫，普魯士少將和製圖師

### 21日
- 約翰·克裡斯托弗·托爾（Johan Christopher Toll），瑞典伯爵、騎士、陸軍元帥和政治家

### 23日
- 安托萬-格裡瑪律德·莫內，法國地質學家

### 24日
- 約翰·戈特弗里德·亨佩爾，德國醫生和藥劑師

### 26日
- 約翰·弗萊爾，英國海軍軍官
- 菲力浦·克利斯蒂安·馮·諾曼-埃倫費爾斯，德國法學家和符騰堡王國國務大臣
- 約翰·海因里希·菲力浦·塞登斯圖克，教育家和校長

### 28日
- 巴登的弗蕾德里克，名義上的巴登侯爵

### 30日
- 特裡斯特拉姆·道爾頓，美國政治家
- 約瑟夫·科格勒，歷史學家

### 日期不詳
- 瓦齊爾·阿裡·汗，印度統治者

## 6月

### 1日
- 杉田玄白，日本醫生和學者

### 2日
- 克洛蒂爾德·坦布羅尼，義大利語言學家、語言學家

### 3日
- 約翰·內波穆克·馮·埃夫納，首席法官兼慕尼黑市長

### 4日
- 喬治·法拉格特，美國海軍軍官

### 5日
- 安東·亞歷山大·馮·馬格尼斯，摩拉維亞和西亞的大地主和現代農業的先驅
- 伊曼紐爾·邁爾，巴登公務員和政治家

### 7日
- 卡爾·戈特洛布·克萊默，德國作家和林務員

### 8日
- 撒母耳·亨廷頓，美國律師和政治家
- Théroigne de Méricourt，法國革命

### 9日
- 泰羅瓦涅·德·梅裡庫爾，法國革命者

### 10日
- 約翰·加布，德國商人和漢堡參議員

### 11日
- 威廉·格雷戈尔，英國神職人員和礦物學家

### 12日
- 烏爾里希·佩廷格，德國本篤會修道士、神學家和大學教師

### 13日
- 理查德·洛弗尔·埃奇沃思，盎格魯-愛爾蘭人，政治家、作家和發明家
- 埃絲特·德·蓋利厄，瑞士教育家
- 埃比尼澤·阿扎爾，美國威廉時期的郵政部長

### 15日
- 安托萬·薩巴蒂埃·德·卡斯特爾，法國記者和作家

### 18日
- 倫納德·尼爾，美國天主教主教

### 19日
- 卡爾·路德維希·馮·沃爾特曼，德國歷史學家

### 20日
- 瑪麗-加布里埃爾-弗洛朗-奧古斯特·德·舒瓦瑟爾-古菲耶，法國外交官

### 23日
- 奧托·卡爾·厄德曼·馮·科斯波特，普魯士侍從和作曲家

### 24日
- 奧古斯特·恩斯特·馮·坎普茨，普魯士皇家中將兼科塞爾要塞指揮官
- 湯瑪斯·麥基恩，美國律師和政治家，《獨立宣言》的簽署人

### 27日
- 約翰內斯·埃克斯坦（Johannes Eckstein），德國雕塑家、畫家和製圖員
- 約瑟夫·奧古斯丁·古爾利希，德國管風琴家和作曲家

### 29日
- 恩斯特·舒爾茨，浪漫主義時期的德國詩人

### 30日
- 克裡斯托夫·丹尼爾·埃伯林，漢堡啟蒙思想家、美國主義者、教育家、音樂評論家和圖書館員
- 李锐，中國數學家
- 亚伯拉罕·戈特洛布·维尔纳，德國礦物學家

## 7月

### 1日
- 約翰·弗裡德里希·內林·伯格爾，荷蘭企業家

### 4日
- 西蒙·福雷斯特，船長、商人和船東

### 6日
- 愛德華·薩維奇，美國畫家和雕刻家

### 7日
- 約翰·戈特利布·馮·沃爾夫，利沃尼亞的撒克遜中尉、地區行政長官和土地擁有者

### 10日
- 漢斯·卡斯帕·赫澤爾，瑞士醫生和政治家
- 休·珀西，第二代諾森伯蘭公爵，英國同儕和士兵

### 14日
- 西弗特·克努森·阿爾弗洛特，挪威啟蒙者
- 安妮·路易絲·傑曼·德·斯塔爾，法國作家

### 15日
- 奧古斯特·弗裡德里希·菲佛，德國新教神學家、東方學家和圖書館員

### 16日
- 瑪哈·塞納努拉克，暹羅王國王儲

### 18日
- 简·奥斯汀，英國作家

### 19日
- 約翰·帕爾默，巴斯建築師

### 20日
- 讓·巴蒂斯特·安托萬·蘇爾德，法國記者

### 22日
- 克裡斯特利布·格奧爾格·海因里希·卡托，德國演員和詩人
- 弗朗索瓦-菲力浦·夏彭蒂埃，法國發明家和雕刻家（銅版雕刻）

### 24日
- 卡拉喬爾傑·彼得羅維奇，第一次塞爾維亞反抗奧斯曼帝國起義的塞爾維亞領導人，塞爾維亞卡拉喬爾傑維奇王朝的創始人
- 貝達·阿申布倫納，德國教會法法學家和上篤會修道院院長

### 26日
- Bayburt 的 Hovhannes XI，亞美尼亞神職人員
- Karađorđe，塞爾維亞叛亂分子
- 約翰·克利斯蒂安·普拉斯，德國木材商人

### 27日
- 伊曼紐爾·赫里戈延，葡萄牙建築師

### 28日
- 克利斯蒂安·卡爾·恩斯特·威廉·布里，德國律師和作家

### 29日
- 約翰·勞森·布爾，挪威政治家和律師

## 8月

### 7日
- 皮埃爾·撒母耳·杜邦·德·內莫爾，法國政治家

### 9日
- 文森茨·鮑爾·馮·帕爾豪森，巴伐利亞公務員、檔案管理員和歷史學家
- 卡爾·海因里希·馮·齊林斯基，普魯士皇家少將
- 利奧波德三世，安哈爾特-德紹公爵

### 10日
- 愛德華·亨普斯特德，美國政治家
- 弗朗西斯·卡博特·洛厄爾，美國企業家
- 瓦倫丁·馮·馬索，普魯士上元帥

### 11日
- 卡爾·威廉·馬紹爾·馮·比伯斯坦，巴登內政部長
- 老安德魯·皮肯斯（Andrew Pickens），美國政治家

### 13日
- 約翰·克利斯蒂安·馮·茨威菲爾，普魯士少將兼第45步兵團團長

### 14日
- 讓-弗朗索瓦·索索爾克斯（Jean-François Demandolx），法國羅馬天主教神父和亞眠主教

### 15日
- 彼得·利爾，美國政治家

### 17日
- 約翰·費利克斯·肖赫，瑞士農民和企業家

### 18日
- 約翰·卡普，德國古典語言學家和路德教神職人員

### 20日
- 路德維希·威廉·格爾德里庫斯·恩斯特·祖·本特海姆和施泰因福特，本特海姆和施泰因福特親王

### 23日
- 約翰·戈特利布·普勒施，德國-瑞士-波蘭古典主義畫家

### 27日
- 約瑟夫·伊格納茲·馮·布爾-貝倫貝格，瑞士貴族
- 克裡斯托夫·雅各·梅林，德國醫生和作家

### 30日
- 約翰·舒爾特，德國律師和漢堡市議員

### 31日
- 約翰·湯瑪斯·達克沃斯，英國海軍上將

## 9月

### 3日
- 喬納森·埃爾默，來自新澤西州的美國參議員
- 尼古拉斯·格奧爾基烏斯·奧斯特戴克，荷蘭醫生、化學家和植物學家

### 8日
- 查理斯·阿博特，英國植物學家和昆蟲學家

### 12日
- 納撒尼爾·波特洛克，英國海軍軍官和探險家
- 克裡斯托夫·約翰·弗里德里希·奧托·馮·齊滕，普魯士中將，柯尼斯堡司令，維爾德貝格世襲領主

### 14日
- 安哈爾特-伯恩堡-紹姆堡-霍伊姆的赫敏，奧地利大公夫人

### 15日
- 喬治·奧古斯特·馮·布賴滕鮑赫，德國詩人

### 16日
- 約翰·安德列亞斯·科默雷爾，奧克森維特和皇家郵政局長以及圖賓根市長

### 17日
- 約瑟夫·安東·奧格，德國歷史學家和檔案管理員

### 18日
- 大衛·霍爾，美國政治家

### 20日
- 符騰堡的路易，符騰堡親王，騎兵將軍

### 21日
- 卡爾·安德列亞斯·馮·博古斯拉夫斯基，德國將軍、翻譯家和作家

### 22日
- 詹姆斯·沃茲沃思，美國政治家

### 23日
- 魯珀特·科恩曼，德國本篤會和神學家

### 30日
- 蘇菲·雷馬魯斯，德國啟蒙運動的先驅

## 10月

### 1日
- 約翰·威廉·伊曼紐爾·海因修斯，德國書商和書目編纂者

### 2日
- 亞歷山大·門羅二世，蘇格蘭解剖學家
- 弗里德里希·撒母耳·戈特弗裡德·薩克，德國改革宗神學家

### 4日
- 約阿希姆·伯恩哈德·尼古拉斯 駭客，德國神學家、詩人和作家
- Étienne-François Le Tourneur，法國政治家

### 5日
- 讓·約瑟夫·吉厄，法國炮兵將軍
- 亞伯拉罕·沃爾夫岡·庫夫納，德國雕刻師、藝術品轉銷商和出版商[1]

### 6日
- 狄奧多西·萊維佐，丹麥修道院法警，丹尼布羅勳章持有者，平訥貝格領主的地區行政長官

### 7日
- 尼古拉斯·雅各·庫施，漢薩同盟城市呂貝克市的商人和市長

### 8日
- 羅伯特·麥克萊倫，美國商人和政治家

### 9日
- 威廉·伊利，美國政治家

### 11日
- 格特魯迪斯·博卡內格拉，墨西哥民族女英雄
- 弗朗茨·澤弗·哈默，德國小提琴演奏家、大提琴家和作曲家

### 13日
- 朱利葉斯·凱撒·易卜生，英國藝術家

### 14日
- 費奧多爾·費奧多羅維奇·烏沙科夫，俄羅斯海軍軍官和海軍上將

### 15日
- 塔德乌什·柯斯丘什科，流亡波蘭將軍，民族主義者
- 讓·路易士·伯克哈特，瑞士遊客到東方

### 16日
- 曼努埃爾·皮亞爾，委內瑞拉軍事領導人

### 18日
- 戈麥斯·弗萊雷·德·安德拉德，葡萄牙將軍
- 艾蒂安-尼古拉斯·梅胡爾，法國作曲家

### 21日
- 弗朗茨·澤弗·斯特克爾，德國鋼琴家和作曲家

### 23日
- 安東尼奧·蘭特·蒙特費爾特羅·德拉·羅韋雷，羅馬教會的義大利紅衣主教
- 納撒尼爾·拉姆齊，美國政治家

### 25日
- 克利斯蒂安·馮·茨魏布呂肯，法國人，然後是普魯士人，後來是巴伐利亞軍官，最後是步兵將軍

### 26日
- 会田安明，日本數學家
- 尼古劳斯·约瑟夫·冯·雅坎，奧地利植物學家
- 莫里茨·奧古斯特·馮·圖梅爾，德國作家

### 27日
- 佩德羅·莫雷諾，墨西哥獨立鬥士
- 安東·約瑟夫·雷金，政治家
- 約阿希姆·弗裡德里希·威廉·尼安德·馮·彼得斯海登，普魯士少將兼炮兵督察

### 28日
- 雅各·杜蘭迪，義大利詩人和劇作家

### 30日
- 約翰·安東·路德維希·塞登斯蒂克，德國法學家

## 11月

### 2日
- 約瑟夫·萊昂茨·安德馬特，海爾維第共和國將軍

### 5日
- 卡爾·哈勒·馮·哈勒斯坦，德國建築師

### 6日
- 威爾斯的夏洛特公主，英國王儲妃

### 7日
- 耶利米·布蘭德雷思，英國叛亂分子
- 让-安德烈·德吕克，瑞士地質學家和氣象學家
- 弗朗切斯科·帕斯誇萊·裡奇，義大利作曲家

### 8日
- 安德里亞·阿皮亞尼，義大利畫家

### 11日
- 法蘭西斯科·哈威爾·米納，西班牙軍事領袖（被處決）

### 12日
- 恩斯特·弗裡德里希·馮·班德默，普魯士軍官

### 13日
- 彼得羅·亞歷山德羅·班菲，義大利神職人員和蒂沃利主教

### 14日
- 波利卡帕·薩拉瓦列塔，哥倫比亞間諜，革命者，為哥倫比亞獨立而努力

### 16日
- 西蒙·拉內德，美國政治家
- 威廉·謝潑德，美國軍官和政治家

### 21日
- 克利斯蒂安·弗裡德里希·馮·阿恩斯泰特，德國地區行政長官和土地擁有者
- 艾布拉姆森·邁耶，德國醫生

### 23日
- 威廉·克萊伯恩（William C. C. Claiborne），美國政治家

### 26日
- 皮埃爾-安托萬·安東內爾，法國政治家、記者和革命家

### 27日
- 卡爾·弗里德里希·邁耶，德國律師，大學講師和多爾派特大學校長
- 康斯坦丁·弗朗茨·菲爾希特戈特·馮·紐拉特，來自符騰堡州的德國律師、公務員和部長

### 29日
- 奧古斯特·威廉·哈特曼·馮·曾格，普魯士少將

### 30日
- 讓-巴蒂斯特-梅爾基奧爾·赫特爾·德·魯維爾，加拿大政治家

## 12月

### 1日
- 賈斯汀·海因里希·克內希特，德國作曲家、管風琴家和音樂理論家

### 3日
- 奧古斯特·埃伯哈德·穆勒，德國作曲家、演奏家和聖湯瑪斯的頌歌家
- 阿爾佈雷希特·馮·斯泰滕，神聖羅馬帝國解體后奧格斯堡第一任市長

### 4日
- 会田安明，日本江戶時代的數學家。

### 7日
- 威廉·布萊，英國海軍上將

### 8日
- 馬蒂亞斯·史蒂文斯·范·根斯，荷蘭醫生和植物學家

### 11日
- 西蒙·彼得·恩斯特，荷蘭天主教神父和歷史學家
- 馬特烏斯·芬格洛斯，奧地利-德國天主教神學家
- 馬克斯·馮·申肯多夫，德國作家
- 瑪麗亞·瓦萊夫斯卡，心愛的拿破崙·波拿巴

### 12日
- 衣索比亞皇帝泰克爾·吉約吉斯一世

### 13日
- 帕爾·基泰貝爾，匈牙利植物學家

### 15日
- 烏斯曼·丹·福迪奧，索科托哈裡發的創始人
- 费德里科·祖卡里，天文學家，那不勒斯天文臺台長
- 安德拉什的約翰，匈牙利軍隊
- 克利斯蒂安·奧古斯特·格哈德，德國管風琴製造商
- 喬瓦尼·巴蒂斯塔·古列爾米尼，義大利科學家

### 18日
- 海因里希·蘭佩，不來梅參議員兼市長
- 格雷戈爾·馮·齊爾克爾，維爾茨堡輔理主教，被任命為施派爾主教

### 21日
- 約瑟夫·格奧爾格·曼斯菲爾德，奧地利雕刻師

### 22日
- 卡爾·欣克爾，德國詩人
- Sophie Caroline Marie 來自 Brunswick-Wolfenbüttel，不倫瑞克-沃爾夫比特爾公主，勃蘭登堡-拜羅伊特侯爵夫人

### 27日
- 約翰內斯·西奧多魯斯·羅西恩，荷蘭哲學家和數學家
- 約翰·利奧波德·馮·薩登，普魯士中將，第3步兵團團長

### 29日
- 塞巴斯蒂亞諾·阿亞拉，義大利耶穌會士、數學家、天文學家和語言學家